# Rhynchostele bictoniensis
Rhynchostele bictoniensis là một loài thực vật có hoa trong họ Lan. Loài này được (Bateman) Soto Arenas & Salazar miêu tả khoa học đầu tiên năm 1993.

## Hình ảnh

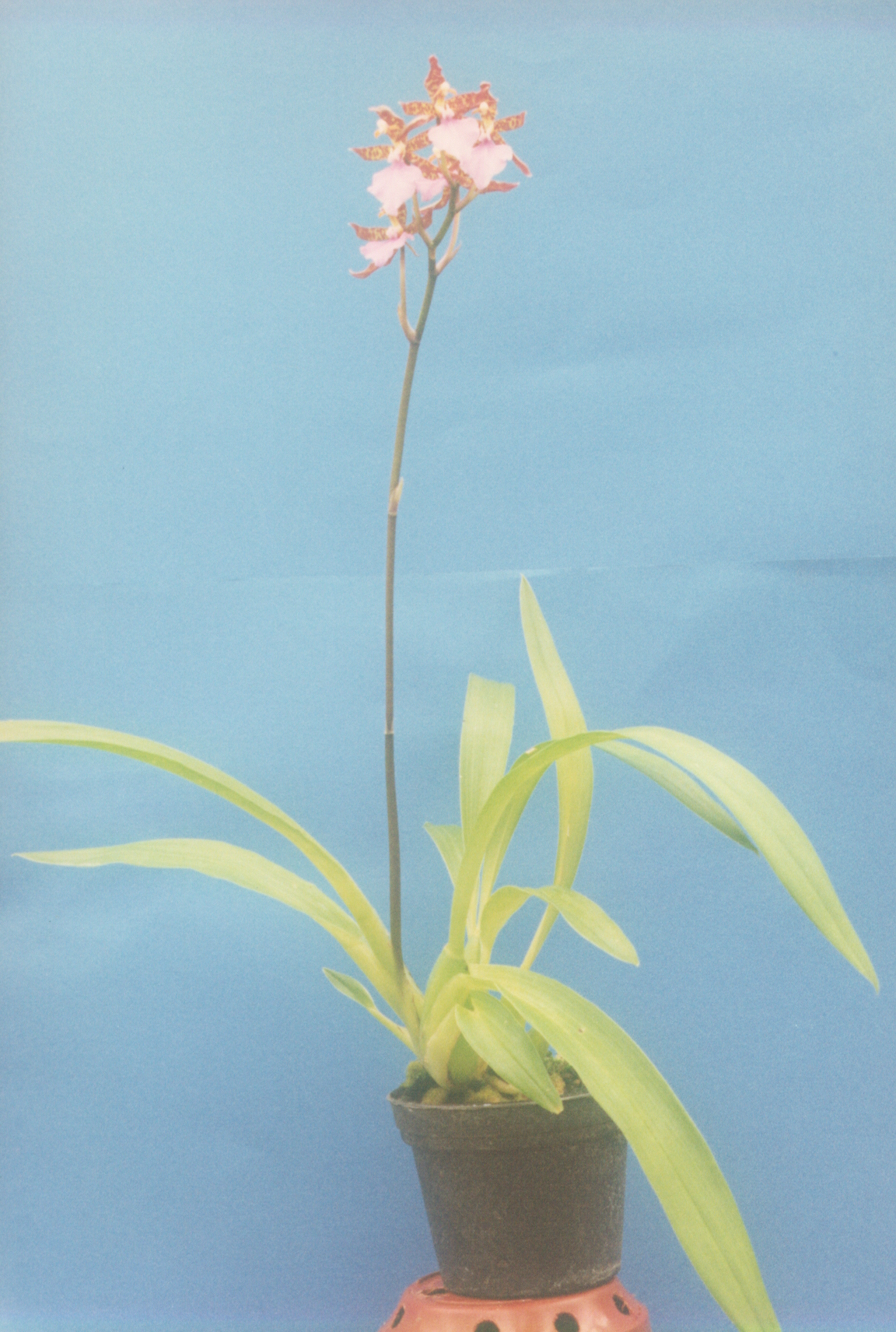
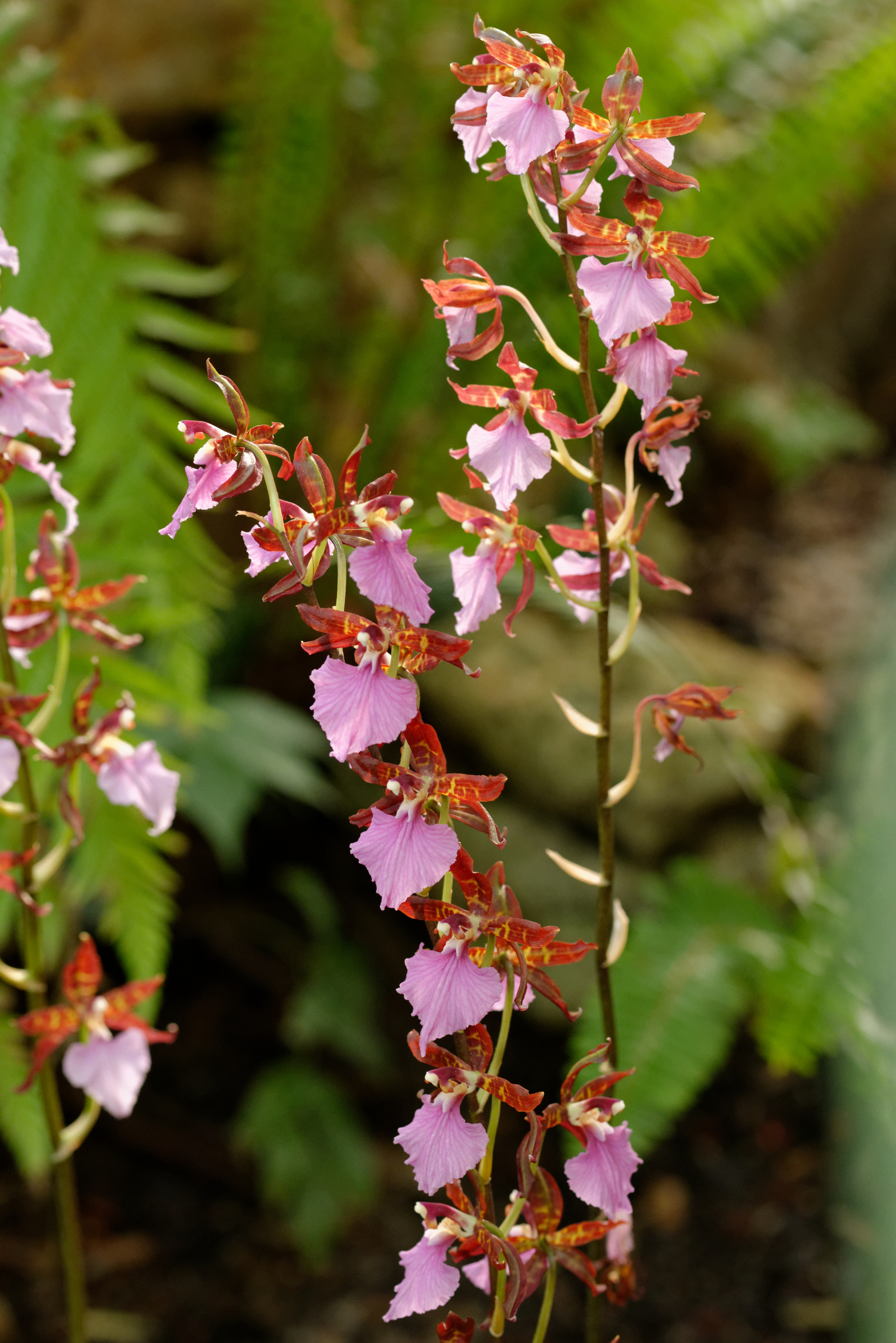
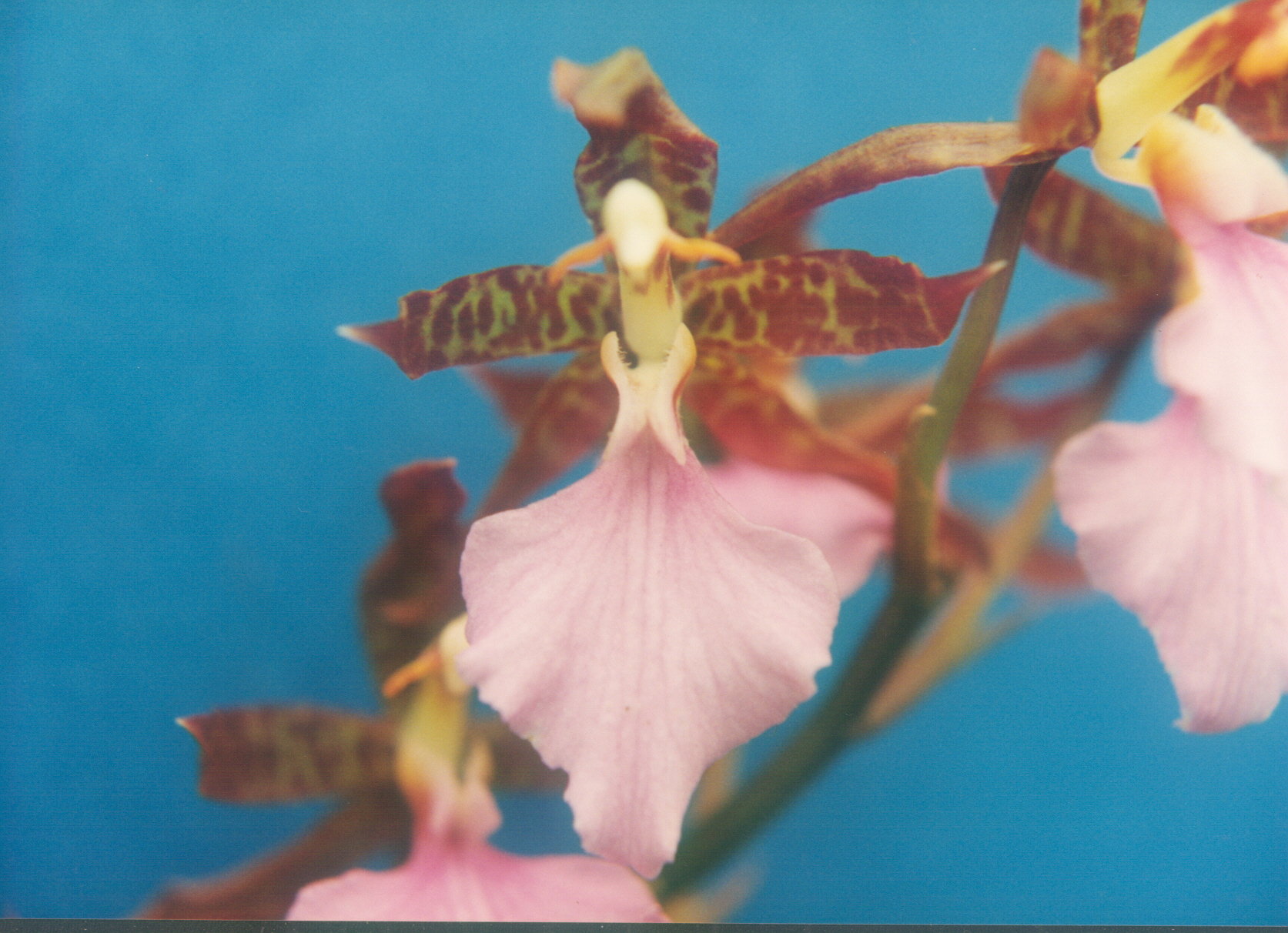
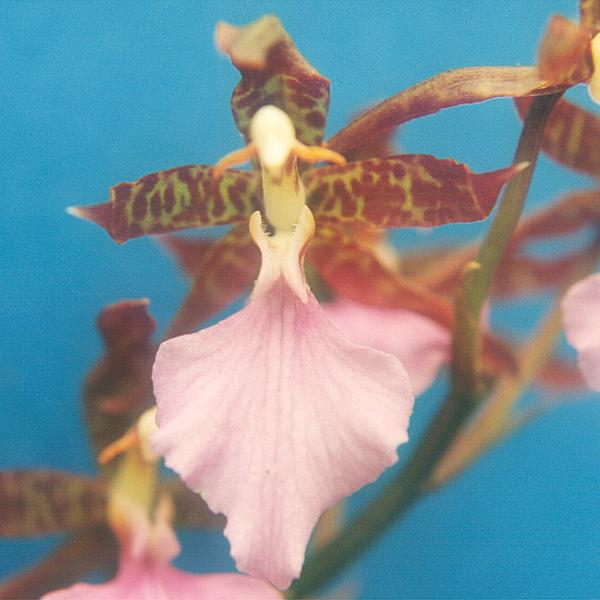